# Хаймас, Тони
Э́нтони Дже́ймс Кит (То́ни) Ха́ймас (англ. Anthony James Keith "Tony" Hymas; 23 сентября 1943, Англия) — британский клавишник и композитор. Известен как один из основателей группы Ph.D, а также по многолетнему сотрудничеством с Джеффом Беком. Он очень разносторонний музыкант, игравший в разных стилях музыки.

## Биография
Начал как певчий в Эксетерском соборе, затем учился игре на фортепиано в Королевской Музыкальной Академии.
В 1976—1978 году играл в группе Джека Брюса.
Играл на клавишных в альбоме Джеффа Бека There & Back 1980 года, которого началось их многолетнее сотрудничество, которое продолжалось более 20 лет, причём Хаймас выступал не только как клавишник, но и как композитор.
В 1981 году вместе с Джимом Даймонодом и Саймоном Филипсом создал группу Ph.D, которая расплась в 1983 году.
Сотрудничал с рядом исполнителей.